# 唱出爱火花
《唱出爱火花》是贵州卫视2014年推出的一档原创歌唱真人秀比赛节目，2014年1月2日正式播出第一季第一集，2014年4月3日晚第一季总决赛落下帷幕，最终劳晓音成为第一季全国总冠军，陈彦融、闫鑫泷位居亚军、季军。第一季共播14集，2014年1月2日首播，2014年4月3日总决赛。

## 第一季（2014年）

### 简介
- 主持人：左岩
- 导师：胡彦斌、萨顶顶[3]、曲家瑞、黄大炜

### 结果
第一季全国9强选手
| 名次 | 选手   | 籍贯         | 职业     | 备注                       |
| ---- | ------ | ------------ | -------- | -------------------------- |
| 冠军 | 劳晓音 | 广东省广州市 | 酒吧歌手 | 2012麦王争霸大赛全球第五名 |
| 亚军 | 陈彦融 | 北京市       | 发片歌手 | 大地乐团主唱               |
| 季军 | 闫鑫泷 | 重庆市       | 酒吧歌手 | 2007快乐男声成都赛区50强   |
| 殿军 | 尹姝贻 | 山东省青岛市 | 选秀歌手 | 2012天籁之声全国12强       |
| 第五 | 邓入比 | 四川省成都市 | 选秀歌手 | 2010快乐男声全国20强       |
| 第六 | 刘艺博 | 河南省郑州市 | 学生     |                            |
| 第七 | 由美   | 北京市       | 演员     | 曾在日本演艺圈发展事业     |
| 第八 | 李鹏飞 | 上海市       | 学生     |                            |
| 第九 | 郭进   | 北京市       | 发片歌手 |                            |
| 第十 | 张潇洋 | 陕西省西安市 | 酒吧歌手 |                            |
| 第11 | 鲍名洋 | 重庆市       | 学生     |                            |
| 第12 | 徐快   | 广东省中山市 | 学生     |                            |

本节目是录播节目，于2013年10月开始录制，所以后播与《中国好声音》《最美和声》《快乐男声》等节目，所以该节目全国24强中还有其他热门选手有曾参加《中国好声音》的张恒远、塔斯肯，《最美和声》的肖懿航、花儿多多马沂茹等。